# Odontobutis
Odontobutis is een geslacht van straalvinnige vissen uit de familie van zeegrondels (Odontobutidae).

## Soorten
- Odontobutis haifengensis Chen, 1985
- Odontobutis hikimius Iwata & Sakai, 2002
- Odontobutis interrupta Iwata & Jeon, 1985
- Odontobutis obscura (Temminck & Schlegel, 1845)
- Odontobutis platycephala Iwata & Jeon, 1985
- Odontobutis potamophila (Günther, 1861)
- Odontobutis sinensis Wu, Chen & Chong, 2002
- Odontobutis yaluensis Wu, Wu & Xie, 1993